# Ambizione (tratto caratteriale)
In psicologia, l'ambizione è un tratto caratteriale che implica il forte desiderio di una persona a raggiungere obiettivi elevati nella vita, come migliorare la propria posizione sociale o riuscire ad avere successo, potere, rispetto o riconoscimento.

## Origine e uso del termine "ambizioso"
L'ambizione è interpretata come il risultato di un'audace decisione personale, ma anche come un'accettazione ricettiva di un grande destino fornito dall'esterno. Può essere caratterizzata come una spinta o uno stimolo che rende la persona ambiziosa a disagio finché non ha realizzato i propri obiettivi.
Aristotele la descrisse come una virtù nata dall'amore per il raggiungimento di scopi nobili, sebbene fosse ambivalente riguardo ai suoi potenziali fini, poiché può avere anche risvolti negativi, come l'eccessiva sete di potere o l'orgoglio smisurato, implicando atteggiamenti poco etici, come la manipolazione o il machiavellismo, che possono favorire la cospirazione.
L'uso della parola "ambizioso" nel Giulio Cesare di William Shakespeare indica il suo utilizzo per descrivere qualcuno che è spietato nel perseguire posizioni di potere e influenza sociale. Oggi, tuttavia, assume un significato ambiguo poiché si potrebbe definire "ambizioso" anche qualcuno che ha aspirazioni più benevole, che abbia obiettivi elevati, motivazione, iniziativa, perseveranza e ricerca dell'eccellenza. Le caratteristiche tipiche che si possono riscontrare in una persona ambiziosa sono la determinazione, la focalizzazione sugli obiettivi, l'orgoglio, la resilienza e la competitività.